# Zhang Chengdong
Zhang Chengdong (chinesisch 张呈栋, Pinyin Zhāng Chéngdòng; * 9. Februar 1989 in Baoding) ist ein chinesischer Fußballspieler. Zhang Chengdong gilt als Allrounder, der besonders oft im rechten Mittelfeld spielt. Er wagte als einer von wenigen chinesischen Fußballprofis den Sprung nach Europa und spielte bereits in Portugal, Deutschland und Spanien.

## Karriere

### Im Verein
Im August 2009 wurde Zhang in seiner chinesischen Heimat vom portugiesischen Drittligisten CD Mafra entdeckt und verpflichtet. Im Taça-de-Portugal-Achtelfinalspiel auswärts gegen Sporting Lissabon am 20. Januar 2010 stand Zhang 90 Minuten auf dem Spielfeld, konnte aber trotz seiner drei Tore die 3:4-Niederlage nicht verhindern. Von August 2010 bis Juni 2011 wurde Zhang von seinem Verein zunächst an União Leiria und von August 2011 bis Juni 2012 an den SC Beira-Mar in die erstklassige Primeira Liga ausgeliehen.
Am 23. August 2012 wurde bekannt, dass Zhang bis zum 30. Juni 2013 an den deutschen Zweitligisten Eintracht Braunschweig verliehen wurde. Zhang erhielt dort die Rückennummer 20. Seinen ersten Pflichtspieleinsatz für die Löwen bestritt der Mittelstürmer am 15. September 2012 (5. Spieltag), als er beim 1:0-Heimsieg gegen den SSV Jahn Regensburg in der 76. Minute Domi Kumbela ersetzte. Am Ende der Saison 2012/2013 gelang ihm mit Braunschweig der Aufstieg in die erste Bundesliga. Sein auslaufender Vertrag wurde jedoch nicht verlängert.
Im Anschluss folgte der Wechsel zurück nach China zu Beijing Guoan, welcher ihn zwei Jahre später nach Spanien zu Rayo Vallecano verlieh.
Im Frühjahr 2016 kehrte Zhang von Madrid zu seinem ehemaligen Verein Beijing Guoan zurück. In Peking eroberte sich Zhang einen Stammplatz im rechten Mittelfeld und schloss die Saison mit dem Club auf Rang 5 ab.
Am 12. Januar 2017 folgte für Zhang Chengdong ein Wechsel zum chinesischen Ligarivalen Hebei China Fortune. Die Ablösesumme betrug beinahe 21 Millionen Euro, womit Zhang Chengdong zum teuersten chinesischen Fußballer aller Zeiten geworden ist.

### In der Nationalmannschaft
Sein erstes A-Länderspiel für China bestritt Zhang in einem Freundschaftsspiel gegen Portugal am 3. März 2010, als er in der 46. Minute eingewechselt wurde. Des Weiteren kam er in vier WM-Qualifikationsspielen zum Einsatz. Seinen bisher letzten Länderspieleinsatz hatte Zhang am 29. Februar 2012 gegen Jordanien.